# 碌山美術館
碌山美術館（ろくざんびじゅつかん）は長野県安曇野市穂高にある美術館。安曇野アートライン加盟施設。

## 概要
近代彫刻家・荻原碌山（号:守衛）の個人美術館。碌山は東穂高村（旧穂高町内、現・安曇野市穂高）出身で、「東洋のロダン」として知られる。当館はその作品と資料の蒐集、保存および公開を目的として、長野県下の小中学生をはじめとする約30万人の寄附を集めて、1958年4月に開館した。また碌山と関係の深い芸術家たち、高村光太郎、戸張孤雁、中原悌二郎らの作品も併せて展示している。

## 施設

### 碌山館

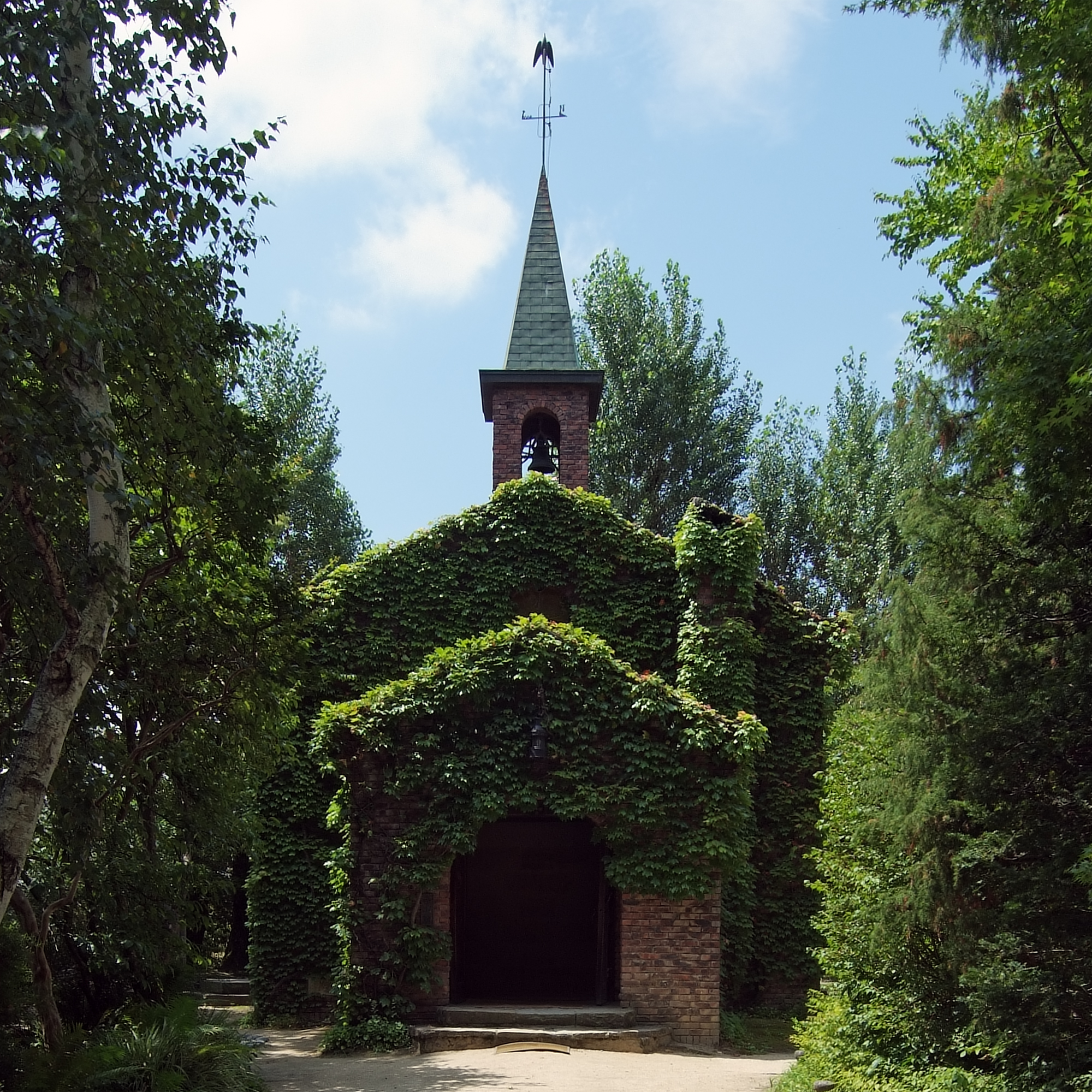
碌山館

キリスト教教会堂を思わせるシンボリックな建物に碌山の彫刻・絵画・書簡等を展示している。2009年に国の登録有形文化財に登録された。
建築概要
- 設計 - 今井兼次
- 竣工 - 1957年
- 構造 - RC造
- 規模 - 地上2階
- 延床面積 - 129.17m2
- 調度の意匠・製作に笹村草家人、玄関扉は新宿中村屋の提供（制作は信州大学教育学部）。

### 杜江館（もりえかん）

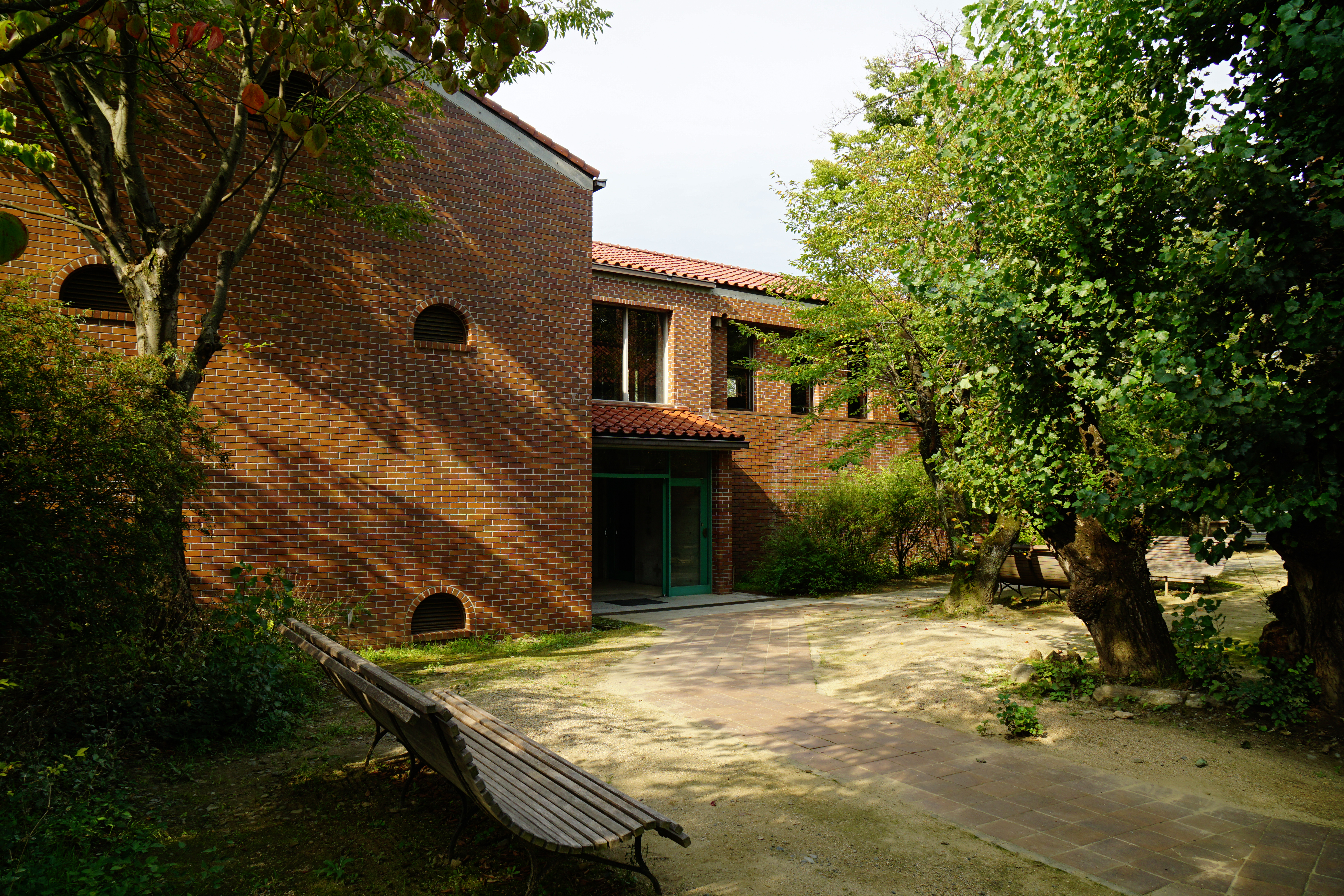
杜江館

碌山絵画室。1Fは荻原守衛の油彩、デッサン、スケッチを展示、2Fは図書資料室。　
建築概要
- 設計 - 基俊太郎
- 竣工 - 2008年
- 構造 - RC造
- 規模 - 地上2階
- 延床面積 -  425.14m2

### 第一展示棟

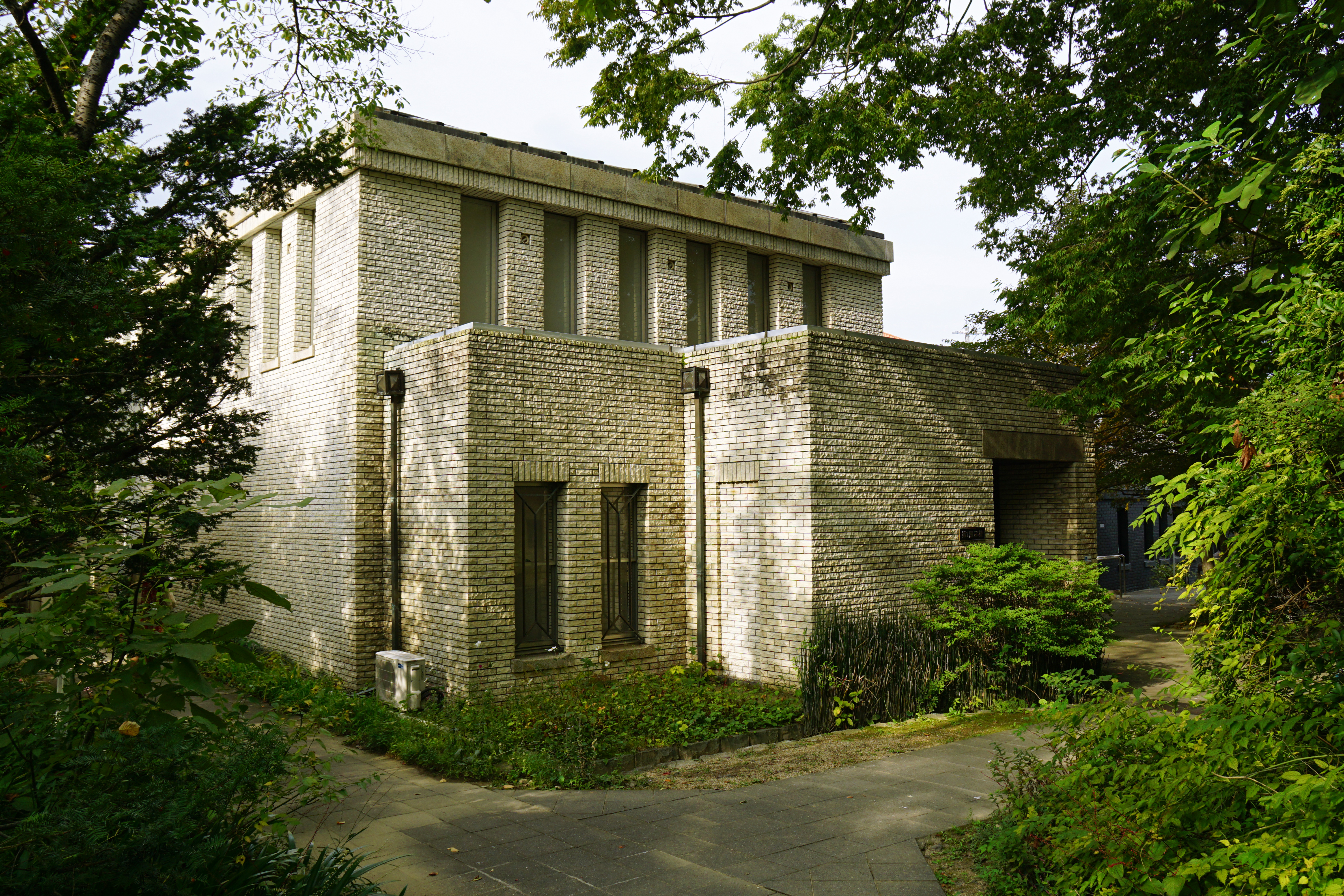
第一展示棟

高村光太郎、戸張孤雁、中原悌二郎、柳敬助、斎藤与里らの作品を展示している。
建築概要
- 設計 - 基俊太郎
- 竣工 - 1982年
- 構造 - RC造
- 規模 - 平屋
- 延床面積 - 158.75m2

### 第二展示棟

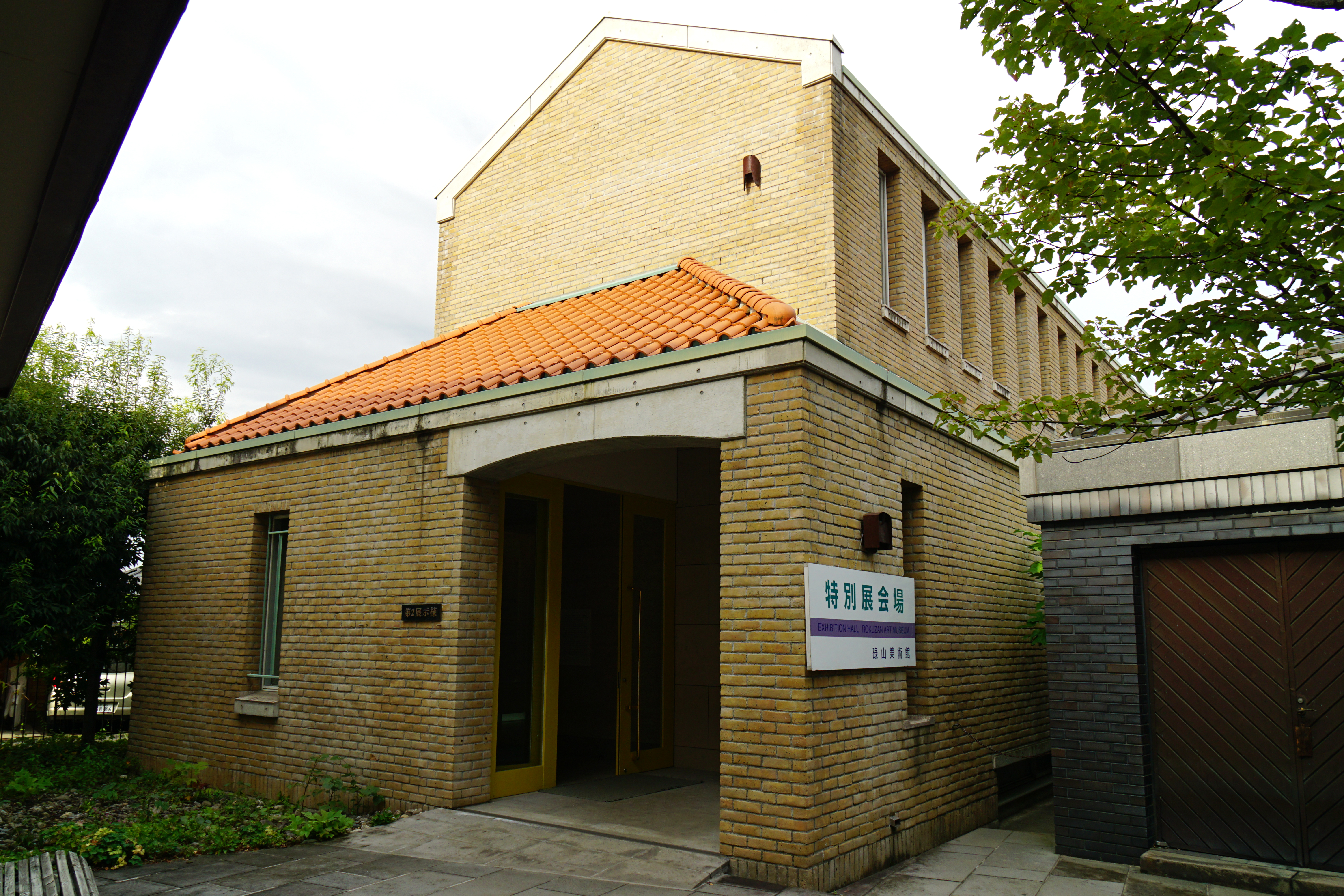
第二展示棟

常設展および特別展・企画展の会場。
建築概要
- 設計 - 基俊太郎
- 竣工 - 1996年
- 構造 - RC造
- 規模 - 地上2階
- 延床面積 - 216.92m2

### グズベリーハウス

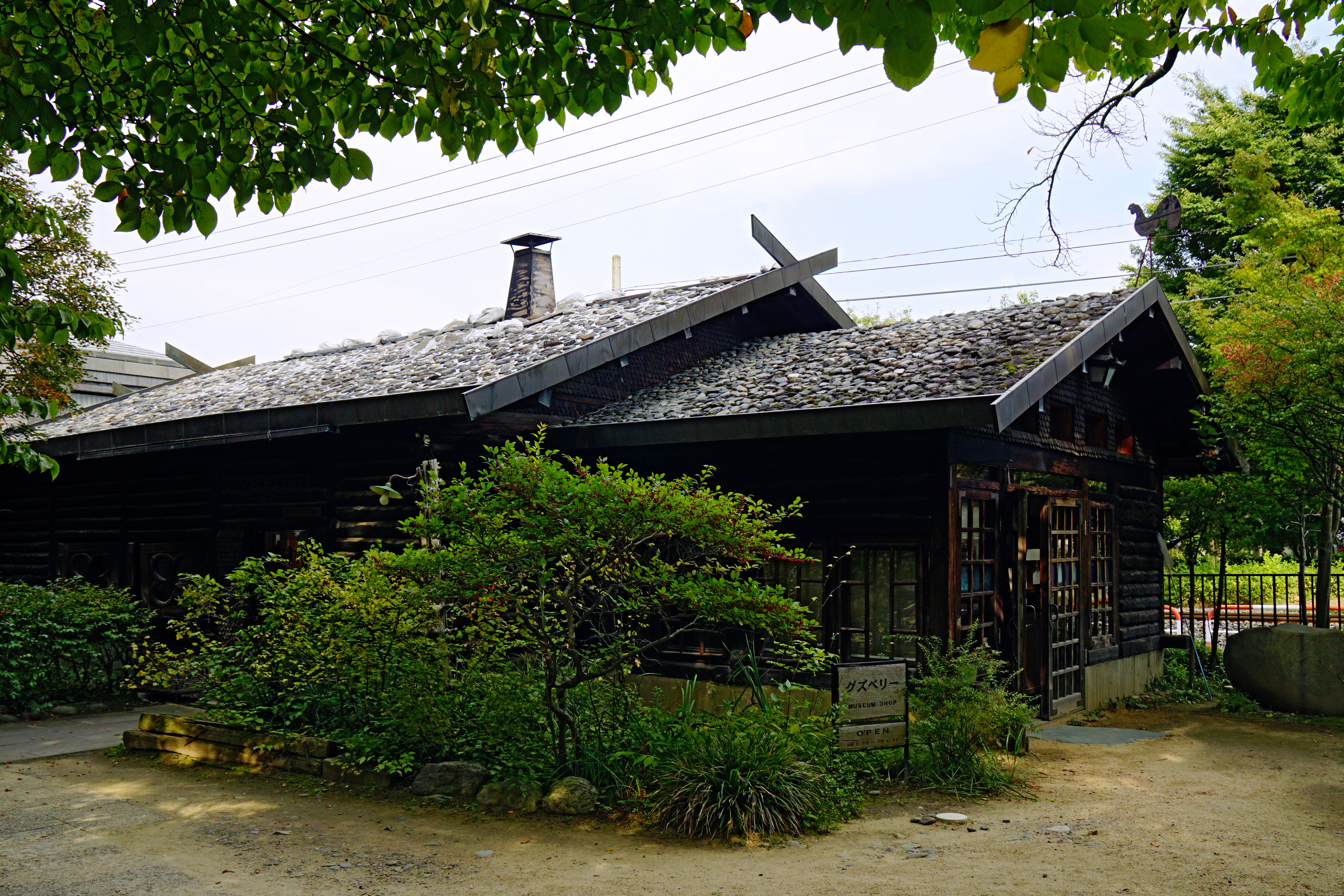
グズベリーハウス

レストハウス。館内の一角にはミュージアム・ショップが設けられている。
建築概要
- 設計 - 笹村草家人
- 竣工 - 1967年
- 構造 - 木造（校倉造り石葺屋根）
- 規模 - 平屋
- 延床面積 - 97.40m2

## 主な展示品
- 荻原守衛「北条虎吉像」（石膏原型は重要文化財）
- 荻原守衛「女」
- 高村光太郎「手」

## 交通アクセス
- JR大糸線穂高駅下車、碌山通りを徒歩7分